# Boeing 307

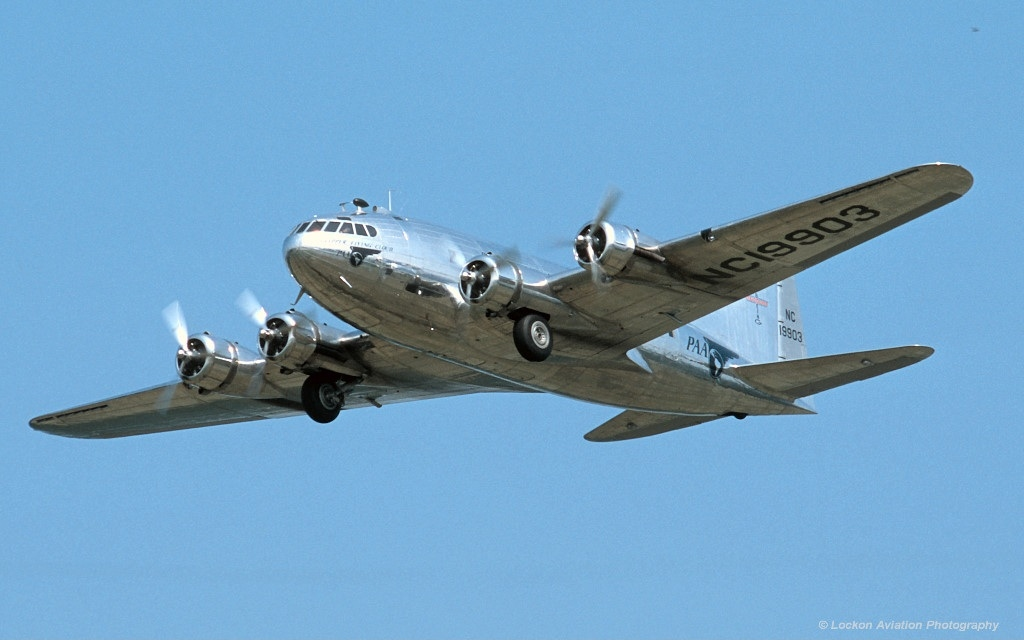
Boeing 307 Stratoliner der Pan Am

Die Boeing Model 307 Stratoliner war ein viermotoriges Verkehrsflugzeug des US-amerikanischen Herstellers Boeing. Sie war das erste mit einer Druckkabine ausgestattete zivile Flugzeug.

## Geschichte

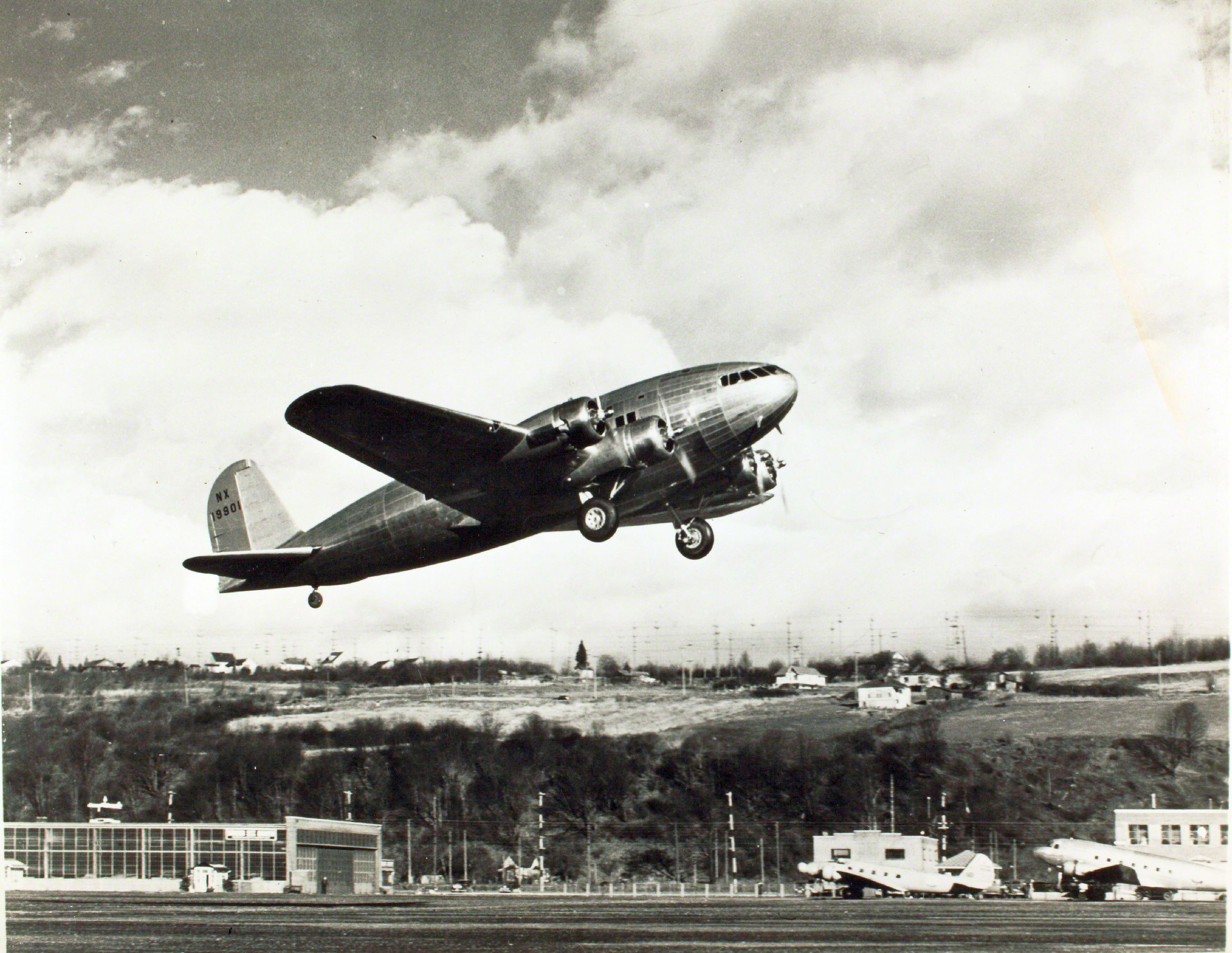
Der am 18. März 1939 abgestürzte Prototyp NX19901

Bereits 1937 berichtete die Fachpresse detailliert über Boeings Pläne für ein viermotoriges Passagierflugzeug mit Druckkabine.
Pan American Airways und Transcontinental and Western Air wollten die verzögerte Entwicklung der DC-4 der Douglas Aircraft Company, an der sie zusammen mit American Airlines, United Airlines und Eastern Air Lines beteiligt waren, nicht mehr abwarten und bestellten bei Boeing das Model 307 mit größerer Reichweite, Druckkabine und einer projektierten Gipfelhöhe von 35.000 Fuß.
Der Erstflug des Prototyps mit dem Kennzeichen NX19901 fand am 31. Dezember 1938 statt. Bereits am 18. März 1939 stürzte dieses Flugzeug während eines Testflugs mit dem Chefpiloten Julius Barr 100 Kilometer südlich von Seattle bei Alder ab.
Die Werksbezeichnungen für das Model 307 unterschieden sich von der bisherigen Boeing-Praxis, da sowohl Präfixe als auch die üblichen Variantenzusätze als Suffix verwendet wurden. So erhielten die vier Maschinen der Pan Am die Bezeichnung S-307 oder auch PAA-307. Die fünf Flugzeuge der TWA waren SA-307B und die einzelne Hughes-Maschine wurde als SB-307B bezeichnet.

## Konstruktion
Die viermotorige 307 wurde in den Jahren 1938 bis 1940 auf der technischen Grundlage des Bombers B-17 Flying Fortress gebaut und bot 33 Passagieren Platz.
Die Druckkabine ermöglichte das Überfliegen von Schlechtwettergebieten sowie die Nutzung größerer Flughöhen ohne Verwendung von Sauerstoffmasken.

### Antrieb
Boeing verwendete vier Neunzylinder-Sternmotoren Wright GR-1820-G105A Cyclone mit je 900 PS (ca. 660 kW) Dauerleistung und 1.000 PS (ca. 740 kW) Startleistung. Die über Radialverdichter aufgeladenen Motoren waren mit Untersetzungsgetrieben für die verstellbaren Dreiblatt-Propeller von Hamilton Standard ausgerüstet.

### Rumpf und Leitwerke
Mit dem Model 307 baute Boeing die erste Druckkabine in Serie.

## Nutzung

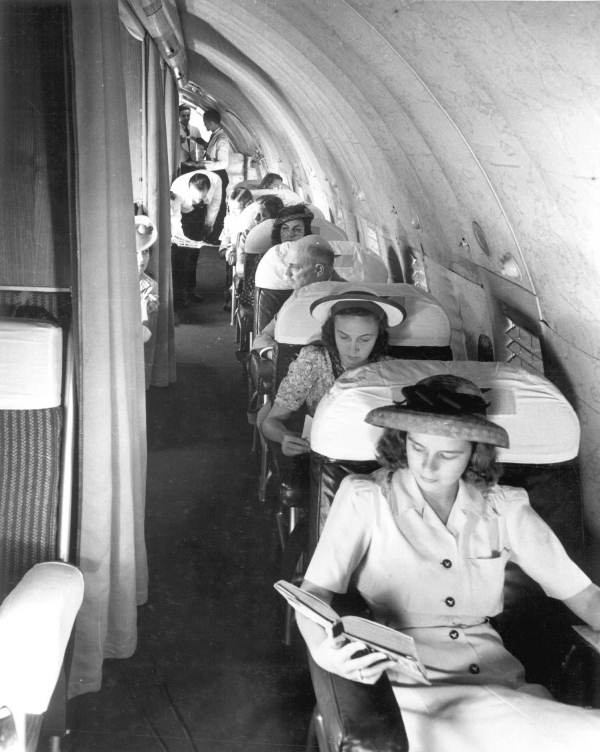
Passagiere in der Kabine eines Pan-Am-Fluges

Lediglich zehn Stratoliner-Maschinen wurden gebaut. Der Ausbruch des Zweiten Weltkrieges verhinderte einen Einsatz dieses Flugzeugs in großem Stil. Eingesetzt wurde es bei den Fluglinien Pan Am und TWA.

## Zwischenfälle
Vom Erstflug 1938 bis zum Betriebsende 2002 kam es mit Boeing 307 zu acht Totalschäden. Bei vier davon kamen insgesamt 67 Menschen ums Leben.
- Am 29. Dezember 1962 wurde eine Boeing 307 der französischen Airnautic (Luftfahrzeugkennzeichen F-BELZ) auf einem Inlandsflug auf Korsika in einer Höhe von 2285 Metern gegen den 2352 Meter hohen Berg Monte Renoso geflogen, etwa 50 Meter unterhalb des Gipfels. Die Maschine kam aus Bastia, als sie 32,5 Kilometer nordöstlich des Zielflughafens Ajaccio zerschellte. Hauptursache waren die mangelhaften und teilweise fehlenden Streckenunterlagen, die den Piloten durch die Fluggesellschaft hätten ausgehändigt werden müssen. Allerdings war auch die von den Piloten gewählte zu niedrige Flughöhe beitragend. Bei diesem CFIT (Controlled flight into terrain) wurden alle 25 Menschen an Bord getötet, drei Besatzungsmitglieder und 22 Passagiere.[9]

## Technische Daten

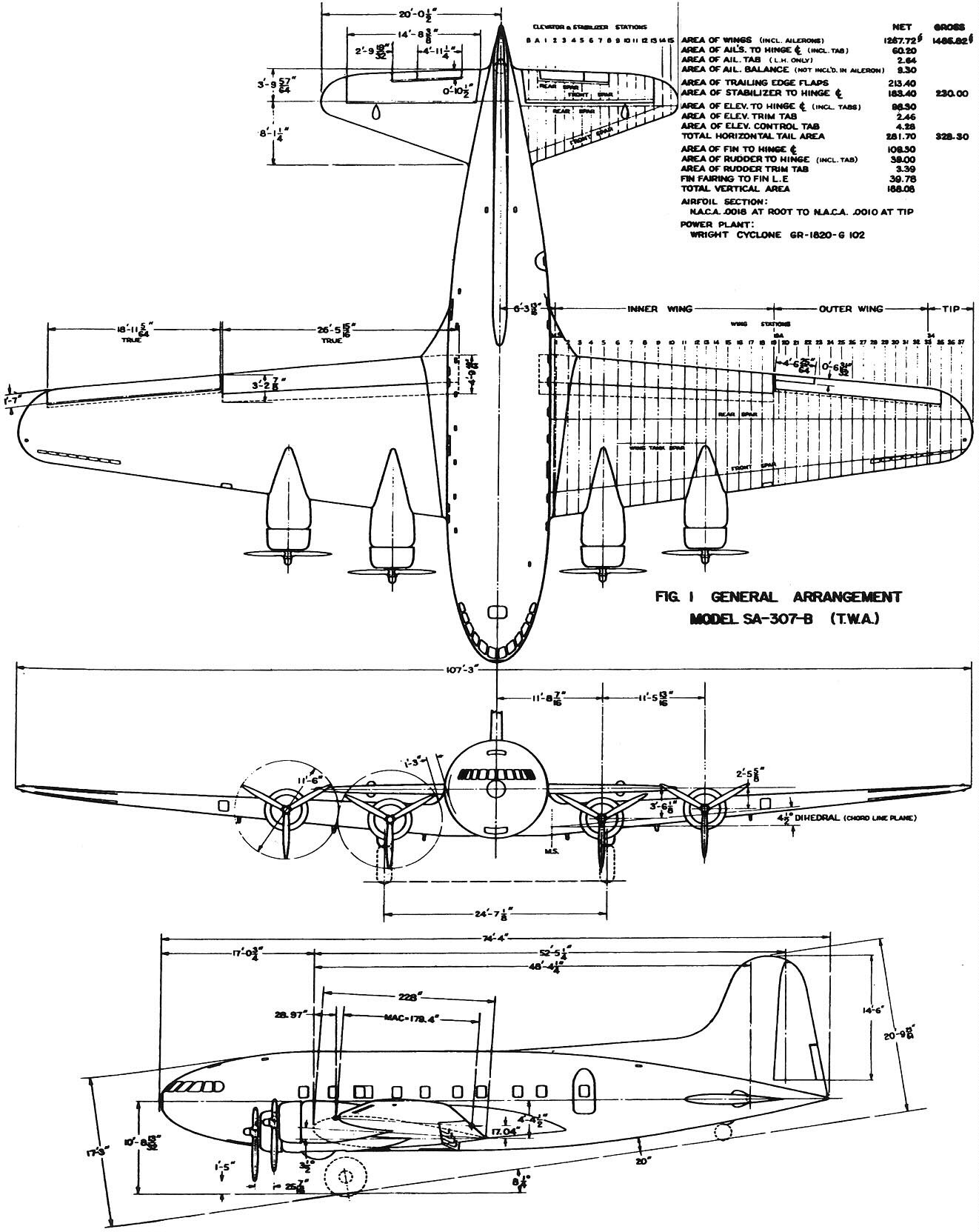
Boeing 307

| Kenngröße             | Daten |
| --------------------- | --- |
| Besatzung             | 5 |
| Passagiere            | 33 |
| Länge                 | 22,66 m |
| Spannweite            | 32,61 m |
| Höhe                  | 6,34 m |
| max. Startmasse       | 42.000 lb (ca. 19.100 kg)                                                                                    |
| Reisegeschwindigkeit  | 220 mph (ca. 350 km/h)                                                                                       |
| Höchstgeschwindigkeit | 246 mph (ca. 400 km/h)                                                                                       |
| Dienstgipfelhöhe      | 26.200 ft (ca. 8.000 m)                                                                                      |
| Reichweite            | 2.390 mi (ca. 3.850 km)                                                                                      |
| Triebwerke            | vier Neunzylinder-Sternmotoren Wright GR-1820 Cyclone mit je 900 PS (ca. 660 kW), je ein Dreiblatt-Propeller |

## Erhaltene Flugzeuge

### NC19903

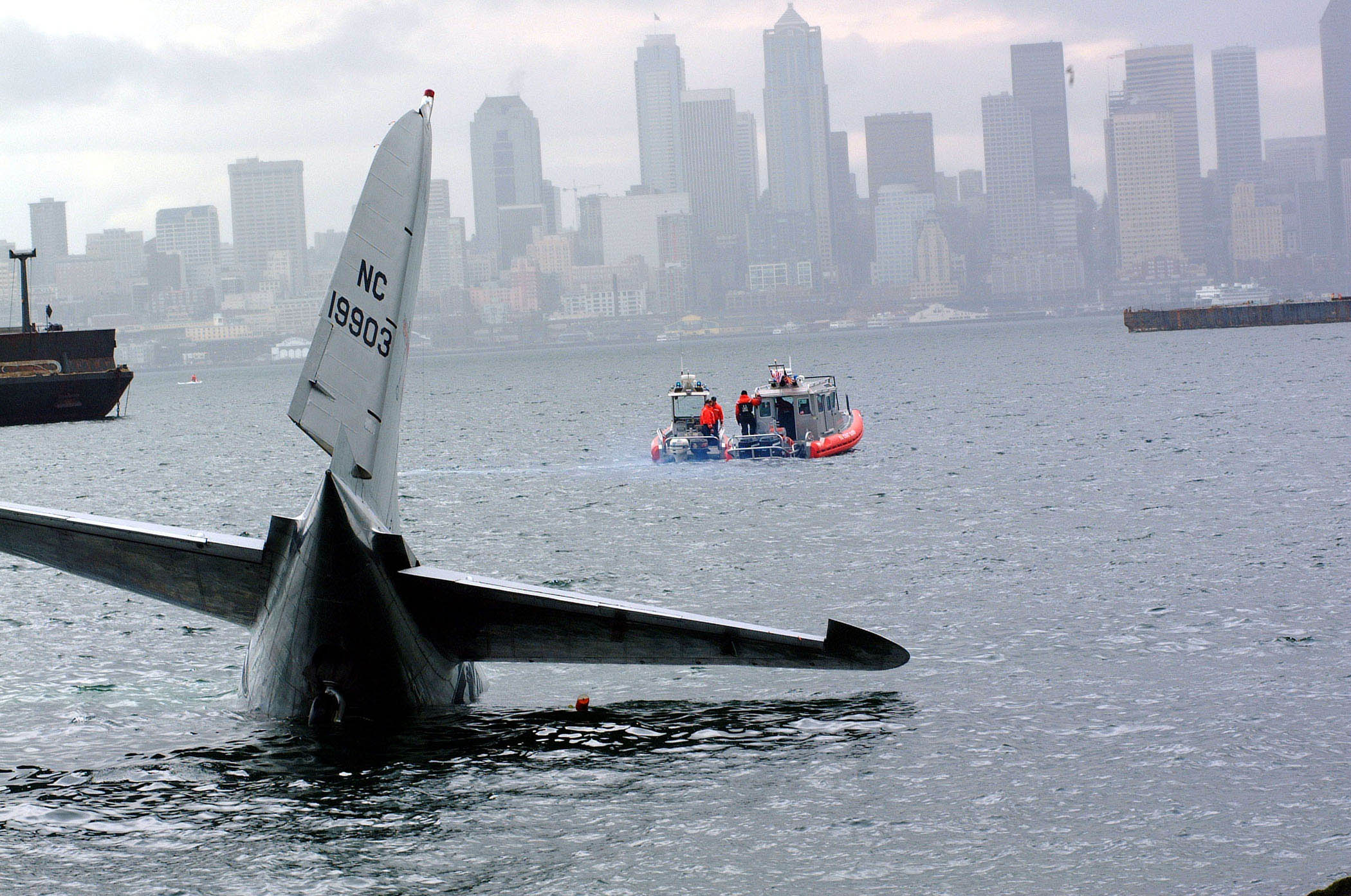
Boeing PAA-307 Flying Cloud nach der Notwasserung

Die einzige komplett erhaltene Stratoliner befindet sich im Steven-F.-Udvar-Hazy-Center in der Nähe des Washingtoner Dulles-International-Airport.
Dieses Flugzeug versank beim letzten Testflug vor der geplanten Überführung nach Washington (D.C.) am 28. März 2002 nach einer Notwasserung infolge Treibstoffmangels in der Elliott Bay in Seattle, Washington.
Nach der Bergung wurde die Flying Cloud nochmals in einen flugfähigen Zustand versetzt und dann zum Museum geflogen.

### N19904
Der Rumpf der N19904 ist als Bootskabine in Florida erhalten.
Das ehemalige Privatflugzeug (The Flying Penthouse) von Howard Hughes wurde 1969 von Kenneth W. London erworben, der es zur Motoryacht umgebaut im Juli 1974 in Fort Lauderdale auf den Namen „The Londonaire“ taufte.
1981 erwarb Dave Drimmer die Yacht und nannte sie „Cosmic Muffin“ – nach einem Hausboot im Roman Where is Joe Merchant? von Jimmy Buffett. Seit mindestens Februar 2017 steht der Rumpf im Florida Air Museum auf dem Lakeland Linder International Airport. (Position: 27° 58′ 56″ N, 82° 1′ 38″ W)